# قيقب نيبوني
قيقب نيبوني (الاسم العلمي: Acer japonicum) هو نوع من النباتات يتبع جنس القيقب من الفصيلة الصابونية.